# Шэньчжоу-12

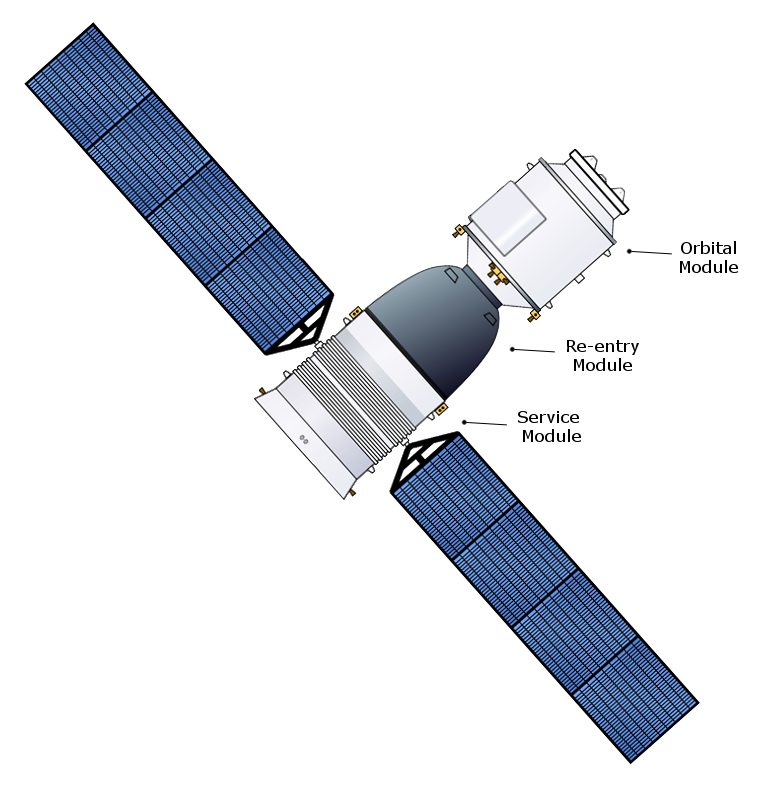
Схема кораблей серии Шэньчжоу.

Шэньчжоу-12 (кит. трад. 神舟十二号, пиньинь Shénzhōu shí'èr hào, палл. Шэньчжоу шии хао, буквально: «Священный челн-12», англ. Shenzhou-12) — седьмой пилотируемый космический корабль КНР серии «Шэньчжоу» и первая пилотируемая миссия на станцию «Тяньгун».
Запуск корабля состоялся 17 июня 2021 года с тремя космонавтами на борту. По завершении миссии возвращаемый модуль с космонавтами вернулся на Землю 17 сентября 2021 года. За 92 дня миссия установила новый национальный рекорд продолжительности полёта человека в космос.

## Цель полёта
Целью полёта являлась проверка на орбите основных технологий по строительству и эксплуатации китайской космической станции. Экипаж провёл на орбите 3 месяца, осуществил два выхода в открытый космос и произвёл установку и техобслуживание оборудования с помощью космического манипулятора.

## Экипаж
| Тайконавт   | Должность              | № полёта | Организация |
| ----------- | ---------------------- | -------- | ----------- |
| Не Хайшэн   | Командир               | 3        | CNSA        |
| Лю Бомин    | Пилот-оператор         | 2        | CNSA        |
| Тан Хунбо   | Лаборант-исследователь | 1        | CNSA        |
| Дублёры     |                        |          |             |
| Чжай Чжиган | Командир               | 2        | CNSA        |
| Ван Япин    | Пилот-оператор         | 2        | CNSA        |
| Е Гуанфу    | Лаборант-исследователь | 1        | CNSA        |

## Подготовка к запуску
13 августа 2018 года было объявлено, что вместо стыковки с «Тяньгун-3» «Шэньчжоу-12» планируется использовать как базовый модуль для КМКС.
1 апреля 2020 года главный конструктор программы китайских пилотируемых космических кораблей Чжан Байнань в интервью газете Science and Technology Daily («Кэцзи жибао») сообщил, что на 2021 год запланирован запуск базового модуля «Тяньхэ» будущей многомодульной космической станции. После завершения беспилотных испытаний модуля на околоземной орбите в том же 2021 году к нему будет запущен грузовой космический корабль «Тяньчжоу-2», который доставит топливо и другие припасы на базовый модуль космической станции. После того, как стыковка и доставка снабжения будет обеспечена, будет запущен пилотируемый космический корабль «Шэньчжоу-12» с экипажем на борту.
29 апреля 2021 года состоялся запуск базового модуля «Тяньхэ» будущей многомодульной космической станции в 11:23 по пекинскому времени (03:23 UTC) с космодрома Вэньчан  с базовым модулем «Тяньхэ». Через месяц был запущен грузовой космический корабль «Тяньчжоу-2», в предпоследний день мая транспортный корабль состыковался с модулем «Тяньхэ». 16 июня 2021 года руководство программы пилотируемых космических полетов КНР во время пресс-конференции представило членов экипажа.

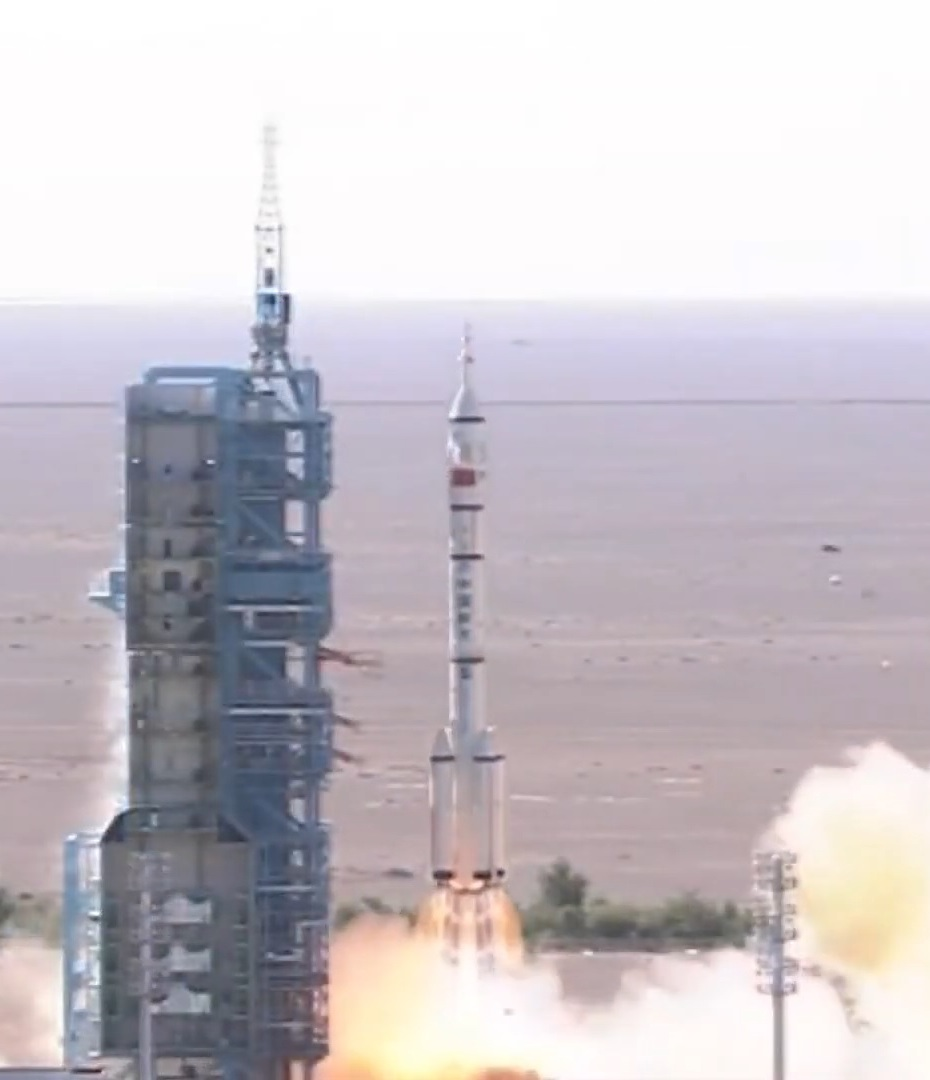
Запуск Шэньчжоу-12 на ракете-носителе Чанчжэн-2F.

## Запуск и стыковка
Запуск космического корабля «Шэньчжоу-12» состоялся 17 июня 2021 года с космодрома Цзюцюань в провинции Ганьсу на северо-западе Китая в 09:22:31. BJT (01:22:31. UTC). В составе экипажа: командир — Не Хайшэн (кит. 聂海胜), Лю Бомин (кит. 刘伯明) и Тан Хунбо (кит. 汤鸿波). Запуск произведён с помощью ракеты-носителя Чанчжэн-2F. Стыковка космического корабля с космической станцией состоялась через 6 часов и 32 минуты. После стыковки три члена экипажа китайского пилотируемого корабля «Шэньчжоу-12» перешли в основной отсек модуля «Тяньхэ» орбитальной китайской космической станции.
Для обеспечения безопасности работы космонавтов на орбите на стартовой платформе космодрома Цзюцюань находится в состоянии полной готовности к запуску новый космический корабль Шэньчжоу-13. Назначение корабля «Шэньчжоу-13» в качестве аварийного резерва для оказания технической поддержки «Шэньчжоу-12» создало прецедент в истории китайской космонавтики.

## Полёт
4 июля китайские космонавты Лю Бомин и Тан Хунбо осуществили выход в открытый космос, продлившийся около 7 часов. В ходе пребывания в открытом космосе космонавты проверили работоспособность китайских скафандров нового поколения «Фэйтянь», установили подъёмный кронштейн для внекорабельной панорамной камеры и проверили работу руки-манипулятора. 20 августа 2021 года состоялся второй выход в открытый космос, во время которого внекорабельную деятельность строительства китайской космической станции выполняли Не Хайшэн и Лю Бомин. Они установили насосное оборудование, подняли внешнюю панорамную видеокамеру, а также подготовили и закрепили на внешней обшивке набор инструментов. 15 сентября 2021 года экипаж «Шэньчжоу-12» преодолел рубеж в 90 суток пребывания в космосе, и полет «Шэньчжоу-12» стал самым длительным пилотируемым полётом в истории китайской космонавтики. 

## Возвращение экипажа на Землю
16 сентября 2021 года в 00:56 UTC пилотируемый космический корабль «Шэньчжоу-12» отделился от базового модуля китайской космической станции. Спускаемая капсула «Шэньчжоу-12» успешно приземлилась на посадочной площадке «Дунфэн» в точке с координатами 41°37′43″ с. ш. 100°04′28″ в. д. на севере Китая 17 сентября 2021 года, в 05:34:09 UTC. Продолжительность полета составила 92 сут. 4 час. 11 мин.